# Kubailik
Kubailik, che in Kalaallisut significa acqua d'uova è il nome di un piccolo torrente che scorre nei pressi di Kapisillit in Groenlandia. Il nome del villaggio in Kalaallisut significa il salmone per il fatto che il Kubailik è l'unico luogo della Groenlandia in cui i salmoni depongono le uova.